# Nagykovácsi
Nagykovácsi är en del av en befolkad plats i Ungern.   Den ligger i provinsen Pest, i den nordvästra delen av landet, 17 km norr om huvudstaden Budapest. Nagykovácsi ligger 139 meter över havet och antalet invånare är 4 861.
Terrängen runt Nagykovácsi är kuperad åt nordväst, men åt sydost är den platt. Runt Nagykovácsi är det mycket tätbefolkat, med 4 343 invånare per kvadratkilometer. Närmaste större samhälle är Budapest, 17,0 km söder om Nagykovácsi. Runt Nagykovácsi är det i huvudsak tätbebyggt.